# Catocala zoe
Catocala zoe là một loài bướm đêm trong họ Erebidae.